# Salmernes Bog
|  | For artiklen om den sangbog, der benyttes ved kristne gudstjenster o.l., se Salmebog |
Salmernes Bog (hebraisk תהילים Tehilim; græsk Ψαλμοί Psalmoí) er den 19. bog i det Gamle Testamentes kanon. Den er en af de poetiske bøger i det Gamle Testamente som Jobs Bog. Den indeholder 150 kapitler ( salme) og er dermed den bog i Bibelen med flest kapitler. Den indeholder både Bibelens længste og korteste kapitel, hhv. salme 119 (176 vers) og salme 117 (2 vers). Salmerne er sange om en lang række religiøse og almenmenneskelige temaer. De fleste af salmerne tilskrives kong David, hvorfor han kaldes salmisten. Andre af salmerne er angiveligt skrevet af Moses, Salomon, Asaf m.fl. Salmernes Bog er i dag meget brugt indenfor både jødedom og kristendom.

## Eksempler fra Salmernes Bog
En af de vigtigste salmer er salme 22, der begynder: "Min Gud, min Gud, hvorfor har du forladt mig?" om at føle sig svigtet af Gud og forhånet af mennesker. En sætning, som Jesus citerede, da han hang på korset.
Salme 51 skulle være "For korlederen. Da profeten Natan kom til David, fordi kongen havde været sammen med Batseba."(vers 1-2) bruges til at legitimere det kristne dogme om arvesynden med vers 7: "I skyld har jeg været, fra jeg blev født, i synd, fra min mor undfangede mig.." – som en forklaring eller undskyldning for Davids bedrag (jf. historien fra Anden Samuelsbog fra de historiske skrifter).
Salme 78 er tankevækkende, da den i vers 2 understreger den billedlige tale: "Jeg vil åbne min mund med billedtale, jeg vil fremføre gådetale fra fortiden" – hvorefter hele det gammeltestamentlige Israels historie genfortælles i korte træk. Ifølge denne salme skal de historiske skrifter altså læses som billedtale.
Også salme 119 skal fremhæves; med 176 vers er den længst af salmerne. De første otte vers indledes med det første bogstav i det hebraiske alfabet, mens de næste otte vers indledes med det andet bogstav i det hebraiske alfabet osv. Men dette system forsvinder i den danske oversættelse. Teksten handler om menneskets uudgrundelige kærlighed til Guds love, bud, veje, forordninger, forskrifter, befalinger, ord, afgørelser, krav og andre synonymer for Guds lov.
En del af folkekirkens dåbsritual stammer fra salme 121's sidste vers: "HERREN bevarer din Udgang og Indgang fra nu og til evig Tid!"

## Fejl i 2020-udgaven
I salme 88 står der i udgaven af 2020 "fjende", hvor der burde stå "frænde". Den korrekte oversættelse ligger stadig på net.

## Musik baseret på salmerne
- Boney M's popsang "By The Rivers Of Babylon" har taget de første strofer fra salme 137 og sidste vers i salme 19
- Frederik Magles værk Håbet bruger teksten fra salme 27.